# العنبرية
حي العنبرية أحد أحياء المدينة المنورة سميت بهذا الاسم نسبة إلى بستان لشخص كبير في الدولة العثمانية اسمه عنبر آغا، وهذا الرجل تبرع بجزء منها إلى الدولة العثمانية لإقامة مبنى الكلية الحربية (ثانوية طيبة حاليا). كانت تسمى حارة النقا أو كما عرفت باسم الدوس. وهي المنطقة التي تبدأ من مسجد الغمامة وحتى منطقة السكة الحديد المعروفة بالأستسيون.

## سبب تسمية العنبرية
وتشير بعض الأقاويل إلى أن سبب تسمية العنبرية بهذا الاسم يعود إلى رائحة طيبة كانت قديما تلف هذه المنطقة كل مساء وهي تشبه إلى حد بعيد رائحة العنبر. إلا أن الدكتور عاصم حمدان الذي درج أيام طفولته في أحضان العنبرية نفى تلك الأقاويل، وأرجع سبب هذه التسمية إلى أن أرض العنبرية التي كان اسمها سابقا «بلاد النقا» كما عرفت أيضا باسم «الدوس» كان يملكها في أيام الأتراك والعثمانيين رجل اسمه عنبر آغا ومن هنا جاءت تسمية العنبرية.

## أشهر معالم العنبرية
القادم إلى المدينة من جهة عروة يكون مسجد العنبرية على يمينه (سابقا) قبل إنشاء الدوار، ثم الثكنة العسكرية (القشلة) ومقابل لها في الجهة الأخرى مبنى الكلية الحربية الذي تحول إلى نواة لجامعة إسلامية في العهد العثماني ثم أصبح مبنى ثانوية طيبة، وقبله من جهة الشرق التكية المصرية وثم حوش الراعي.
بعد القشلة يساراً باتجاه مسجد الغمامة حوش الجوهري ثم منزل آل غوث يقابله في الجهة الأخرى المدرسة المنصورية و مسجد بهرام آغا ثم على اليسار حوش أبو جنب وفي الجهة المقابلة حوش أبو ذراع ثم نتابع على اليسار حوش سنان أو شنان وفيه الكاتبية جنوبا والسنوسية وحوش معيركة، وفي الجهة المقابلة حوش العبيد والهاشمية وباتجاه مسجد الغمامة، زقاق السلطان وأخر حوش في هذه الجهة حوش الخياري ثم بناء كبير أسفل منه ستوديو العشري ثم تتجه يمينا إلى جهة باب قباء لنصل إلى حوش عميرة ومن بعده حوش مناع.
وأشار الدكتور عاصم في كتابه إلى أن من أبرز المعالم التي اشتهرت العنبرية بها «دكة الترجمان»، حيث في تلك الدكة كان يقوم كتاب المعلمة «زينب مغربل» رحمها الله ويعود لها الفضل الأول بعد الله في تعليم سيدات المجتمع المديني القراءة والكتابة والكثير من العلوم الأخرى وذلك قبل إنشاء مدارس نظامية لتعليم البنات، وإلى جانب هذه الدكة تقع التكية المصرية والاستصيون «محطة سكة الحديد» ومقر الجامعة الإسلامية التي كان السلطان عبد الحميد ينوي انشاءها ولكنها عوض عن ذلك أصبحت مقرا ثانوية طيبة وأيضا فرن العم حجازي الذي انتقل صاحبه فيما بعد إلى حارة الاغوات. ومما ذكره حمدان أن العنبرية في الماضي كانت مكانا للعديد من الأزقة والأحواش أشهرها حوش الجوهري والراعي وابوجنب وسنان وأبو ذراع والهاشمية والسلطان وقد سكنها بعض أفراد قبيلة حرب العريقة وأتباعهم، وكذلك تضم العنبرية مسجد الغمامة ومسجد العنبرية الشهير ومسجد بلال ومبنى الهاتف، وتوجد بها بيوت الخريجي الحجرية والثكنة العسكرية المسماة بـ «القشلة» والكاتبية «السنوسية» التي تقع بالقرب من حوش صغير يعرف بـ «معيركة» ويعرفه أهل المدينة جيدا وسكان العنبرية تحديدا.

## من المعالم الحديثة
من المعالم الحديثة الواقعة على طريق عمر بن الخطاب (العنبرية) أمارة المدينة المنورة - أمانة المدينة المنورة - مبنى السكة الحديد (الأستسيون). كما أن هناك مسجد السقيا داخل سور محطة السكة الحديد و مسجد المنارتين وهما من المساجد التي ورد ان النبي صلى الله عليه وسلم صلى بها.